# Loieva, Nadvirna
Loieva (în ucraineană Лоєва) este o comună în raionul Nadvirna, regiunea Ivano-Frankivsk, Ucraina, formată numai din satul de reședință.

## Demografie
Componența lingvistică a comunei Loieva
     Ucraineană (99,68%)
     Alte limbi (0,25%)
Conform recensământului din 2001, majoritatea populației comunei Loieva era vorbitoare de ucraineană (99,68%), existând în minoritate și vorbitori de alte limbi.